# Carlos Paião
Carlos Manuel de Marques Paião, né à Coimbra le 1er novembre 1957 et décédé le 26 août 1988 à Rio Maior, est un chanteur et compositeur portugais.

## Biographie
Très tôt, Carlos Paião s’avère être un compositeur productif, avec plus de 200 chansons écrites, en 1978.
Il représente le Portugal au Concours Eurovision de la chanson en 1981, en interprétant la chanson Play-back.
En 1983, il obtient son diplôme de médecin, à l’université de Lisbonne, mais décide de se consacrer exclusivement à sa carrière musicale.
Il meurt le 26 août 1988 dans un accident de voiture.

## Autres chansons
- Pó-de-arroz, Souvenir de Portugal, Vinho do Porto (duo avec Cândida Branca Flor), Cinderela.

## Styles musicaux
- Pop
- New wave
- Variété